# 鶴松駅
鶴松駅（ハクソンえき）は、朝鮮民主主義人民共和国咸鏡北道慶興郡に位置する朝鮮民主主義人民共和国鉄道省咸北線と灰岩線の駅である。

## 歴史
- 1929年11月16日：阿吾地駅として開業[1]。
- 日時不明：鶴松駅に改称。

## 隣の駅
朝鮮民主主義人民共和国鉄道省
咸北線
松鶴駅 - 鶴松駅 - 青鶴駅
灰岩線
鶴松駅 - 灰岩駅